# Joseph Friedrich Abert
Joseph Friedrich Abert, modernisiert Josef Friedrich Abert, (* 11. Juni 1879 in Würzburg; † 25. Oktober 1959 ebenda) war ein deutscher Historiker und Archivar.

## Leben
Abert wurde 1879 in Würzburg geboren. Sein Onkel war der Erzbischof von Bamberg, Friedrich Philipp von Abert. Sein Vater Joseph Alois Abert war Möbelfabrikant, Magistrats- und Landrat. Er war verheiratet mit Josefine, geb. Hauser. 1898 erlangte Joseph Friedrich Abert die Reifeprüfung und studierte anschließend Geschichte in Würzburg und München. 1898/99 diente er in Würzburg im 9. Inf.-Rgt. und wurde 1905 zum Leutnant der Reserve ernannt. 1904 wurde er mit einer Arbeit über die Wahlkapitulationen der Würzburger Bischöfe promoviert. Seine Karriere als Archivar begann er als Praktikant am Allgemeinen Reichsarchiv in München (1904). Von 1908 bis 1910 war er am Gräflich-Schönbornschen Familienarchiv in Wiesentheid beschäftigt. 1910 ging Abert als Reichsarchiv-Assessor nach Neuburg an der Donau und 1911 nach Würzburg.
Abert diente als Leutnant im Ersten Weltkrieg. Als Mitglied des Freikorps Epp war er an der Niederschlagung der Bayerischen Räterepublik beteiligt. Von 1919 bis 1926 leitete er das Archiv der Stadt Würzburg und wurde dann Leiter des Würzburger Staatsarchives. 1928 erfolgte seine Ernennung zum Honorarprofessor. 1930 wurde er Oberarchivrat, 1932 Staatsarchivdirektor. In Würzburg engagierte er sich innerhalb der jugendbewegt-reformierten Hochschulgilde Bergfried. Er war Mitglied in der SA und trat zum 1. Mai 1933 der NSDAP bei (Mitgliedsnummer 3.437.001).
Abert war homosexuell und lebte mit dem Filmarchitekten Albrecht Becker zusammen. 1935 wurde er nach einer Denunziation wegen Vergehens gegen § 175 StGB festgenommen und musste ins Gefängnis. Ihm wurde sein Beamtenstatus aberkannt und er wurde zum 28. März 1935 aus der NSDAP ausgestoßen. Einige Zeit lebte er dann in Rom, wo er am Deutschen Historischen Institut für das Repertorium Germanicum arbeitete. 1945 kehrte er nach Würzburg zurück, wo er am 25. Oktober 1959 starb.

## Gedenken
In der Ausstellung des Imperial War Museum in London zum Holocaust wird der Verfolgung von Joseph Friedrich Abert und Albrecht Becker anhand einiger ausgestellter Dokumente als Beispiel für die Verfolgung Homosexueller im „Dritten Reich“ gedacht.

## Schriften (Auswahl)
- Die Wahlkapitulationen der Würzburger Bischöfe bis zum Ende des 17. Jahrhunderts, 1225–1698. Würzburg 1905 (Dissertation Universität Würzburg).
- als Hrsg.: Vorschläge Karl Theodor von Dalbergs zur Verbesserung der Armenpolizei im Hochstift Würzburg (1779). In: Archiv des Historischen Vereins von Unterfranken und Aschaffenburg. Band 54, 1912, S. 183–215.
- Aus Würzburgs Vergangenheit. Sieben Jahrhunderte Würzburger Geschichte. Würzburg 1922.
- Die ersten Spuren einer Frauenklinik in Würzburg. In: Würzburger General-Anzeiger. 1925, Nr. 202, S. 3.
- Aus Würzburgs Biedermeierzeit. Würzburg 1950.
- Vom Mäzenatentum der Schönborn. Würzburg 1950.
- Würzburgs Gang durch die Jahrhunderte. Würzburg 1951.
- Vom Juliusspital zur Vatikanstadt. In: Oberpflegeamt des Juliusspitals Würzburg (Hrsg.): Das Juliusspital in Vergangenheit und Gegenwart. Festschrift aus Anlaß der Einweihung der wiederaufgebauten Pfarrkirche des Juliusspitals am 16. Juli 1953. Fränkische Gesellschaftsdruckerei, Würzburg 1953, S. 108–110.
- Grosse Männer aus Bayern. München 1955.